# Huurcommissie
Een huurcommissie is een door de overheid ingestelde onafhankelijke commissie die geschillen tussen huurders en verhuurders van woonruimte over de huurprijs beslecht, en zo nodig een billijke huurprijs vaststelt.
In Nederland bestaan huurcommissies sinds 1917; sinds 2010 is er één Huurcommissie. In 2007 werden er in drie Belgische steden bij wijze van proefproject huurcommissies ingesteld, de zogenaamde paritaire huurcommissies in Gent, Brussel en Charleroi.

## Nederland
De Huurcommissie is een zelfstandig bestuursorgaan (zbo).

### Geschiedenis
Tijdens de Eerste Wereldoorlog liep in het neutrale Nederland het aantal gebouwde woningen sterk terug, ten gevolge van het tekort aan materialen. De woninghuren, die tot dan toe werden bepaald door vraag en aanbod op de vrije markt, liepen torenhoog op. Om de schrijnende woningnood te verzachten vaardigt de overheid een aantal huurwetten uit, waaronder de Huurcommissiewet uit 1917. Die wet bevriest de huren van kleine woningen op het peil van 1916, behalve bij doorberekening van hogere kosten voor hypotheek, onderhoud en belastingen.
Toen werden ook de eerste gemeentelijke huurcommissies ingesteld die moesten beoordelen of een huurverhoging toegestaan was.
Tot 1 april 2010 bestond de Huurcommissie uit 59 regionale Huurcommissies. De Wet van 23 december 2009 tot wijziging van de Uitvoeringswet huurprijzen woonruimte (instelling van een landelijke huurcommissie) voegde deze per deze datum samen tot één zbo.

### Organisatie en samenstelling
De Huurcommissie is verantwoordelijk voor huurzaken betreffende woonruimte. Voor de juridische, administratieve en bouwtechnische ondersteuning beschikt zij over een centraal ondersteunend kantoor.
Bij een huurkwestie wordt uitspraak gedaan door een zittingscommissie die bestaat uit drie personen: de door de regering aangewezen voorzitter en twee leden, waarvan de ene op voordracht van de huurdersorganisaties is benoemd en de andere op voordracht van de verhuurdersorganisaties. De leden worden benoemd door de minister van Binnenlandse Zaken en Koninkrijksrelaties.

### Taken en werkzaamheden
De Huurcommissie doet uitspraken over geschillen tussen huurders en verhuurders over de kale huurprijs, de hoogte van voorschotbetalingen voor gas, water en electriciteit (nutsvoorzieningen) en over servicekosten van huurwoningen. De Huurcommissie gaat niet over belastingen en heffingen zoals waterschapsbelasting, afvalstoffenheffing, rioolrecht en zuiveringsheffing en ook niet over de extra kosten bij een aanleunwoning of woonzorgcomplex voor bijvoorbeeld maaltijden en verpleging.
Het woningwaarderingsstelsel (puntensysteem) wordt toegepast bij woningen in de gereguleerde sector. Tevens kan het worden toegepast binnen zes maanden na aanvang van de huur van een woning die op basis van de aanvangshuur tot de vrije sector behoort, om te bepalen of een redelijke huur onder of op de liberalisatiegrens ligt, in welk geval de huur tot dit bedrag moet worden verlaagd en de woning alsnog in de gereguleerde sector terecht komt (toets aanvangshuurprijs).
De hierna genoemde taken zijn beperkt tot woningen in de gereguleerde sector.
Bij het bepalen van een redelijke huur wordt ook gekeken naar de staat van onderhoud van de woning, waarvoor bepaalde normen bestaan.
De Huurcommissie levert ook verklaringen af over de redelijkheid van een huurprijs als die nodig is bij het aanvragen van huurtoeslag.
Er is de mogelijkheid van een extra huurverhoging op grond van inkomen. Bij een geschil over de vraag in welke categorie het huishoudinkomen valt moet de Huurcommissie ook dit  beoordelen, aan de hand van door de huurder verstrekte gegevens met betrekking tot dit huishoudinkomen. Bij ministeriële regeling wordt bepaald welke gegevens de huurder moet overleggen.

### Toegang voor huurders
In de regel heeft iedereen die een zelfstandige sociale huurwoning huurt, een kamer of studio, een woonwagen of een woonwagenstandplaats, toegang tot de Huurcommissie, als ook een huurdersorganisatie of bewonerscommissie. Bestaat verschil van mening met de verhuurder en komt men er in onderling overleg niet uit, kan de Huurcommissie worden ingeschakeld op de terreinen waar ze kan en mag beslissen: de hoogte van de huurprijs of de jaarlijkse huurverhoging, het onderhoud, gebreken en de servicekosten, bijvoorbeeld:
- Maximale huurprijs berekenen
- All-in huurprijs splitsen
- Huurprijs beoordelen (huurverlaging aanvragen)
- Huurverhoging beoordelen
- Onderhoud en gebreken beoordelen
- Servicekosten en nutsvoorzieningen beoordelen
- Energieprestatievergoeding beoordelen
- Energielabel toetsen
- Klacht over gedrag verhuurder beoordelen
- Verschil van mening over overleg met verhuurder

De Huurcommissie is niet bevoegd te oordelen over kwesties rondom de huur van een vakantiewoning, woonboot of bedrijfsruimte